# E3 Harelbeke 2018
L'E3 Harelbeke 2018, oficialment Record Bank E3 Harelbeke 2018, va ser la 61a edició de l'E3 Harelbeke. La cursa es disputà el divendres 23 de març de 2018 sobre una distància de 206,5 quilòmetres, amb inici i final a Harelbeke. La cursa formava part de l'UCI World Tour 2018, amb una categoria 1.UWT.
El vencedor final fou el neerlandès Niki Terpstra (Quick-Step Floors), que s'imposà en solitari en l'arribada a Harelbeke. En segona posició finalitzà el seu company d'equip Philippe Gilbert, mentre tercer fou Greg Van Avermaet (BMC Racing), vencedor de l'anterior edició.

## Recorregut
La cursa comença i acaba a Harelbeke després de recórrer 206,5 quilòmetres. Durant el trajecte els ciclistes hauran de superar 15 cotes, les mateixes que el 2017. Els primers 100 quilòmetres no tenen gaire dificultat, amb excepció de dues cotes en els quilòmetres 28 i 91,2 de carrera. En els segons 100 quilòmetres de cursa es concentren 13 cotes, entre les quals destaquen el Taaienberg, el Paterberg i l'Oude Kwaremont.
| Número | Nom                 | Km    | Ferm       | Llargada (m) | Pendent mitjana (%) | Pendent màxima (%) | km a meta |
| ------ | ------------------- | ----- | ---------- | ------------ | ------------------- | ------------------ | --------- |
| 1      | Wolvenberg          | 27,9  | asfalt     | 666          | 6,8 %               | 17,3 %             | 178,2     |
| 2      | La Houppe           | 91,2  | asfalt     | 3.440        | 3,32 %              | 10 %               | 114,9     |
| 3      | Broeke              | 107,2 | asfalt     | 1.400        | 4 %                 | 8 %                | 98,9      |
| 4      | Cota de Trieu       | 117,3 | asfalt     | 1.530        | 5,3 %               | 13,3 %             | 87,2      |
| 5      | Hotondberg          | 121,2 | asfalt     | 1.200        | 4 %                 | 8 %                | 84,9      |
| 6      | Kortekeer           | 128,3 | asfalt     | 1.000        | 6,4 %               | 17 %               | 77,8      |
| 7      | Taaienberg          | 133,3 | llambordes | 650          | 9,5 %               | 18 %               | 72,8      |
| 8      | Boigneberg          | 139,6 | asfalt     | 2.180        | 5,8 %               | 15 ?               | 66,5      |
| 9      | Eikenberg           | 144,1 | llambordes | 1.200        | 5,5 %               | 11 %               | 62,0      |
| 10     | Stationsberg        | 149,5 | llambordes | 460          | 3,2 %               | 5,7 %              | 56,6      |
| 11     | Kapelberg           | 159,5 | asfalt     | 900          | 4 %                 | 7 %                | 46,6      |
| 12     | Paterberg           | 164,4 | llambordes | 700          | 12 %                | 20 %               | 41,7      |
| 13     | Oude Kwaremont      | 167,2 | llambordes | 2.220        | 4,2 %               | 11 %               | 38,9      |
| 14     | Karnemelkbeekstraat | 175   | asfalt     | 1.530        | 4,9 %               | 7,3 %              | 31,1      |
| 15     | Tiegemberg          | 186,1 | asfalt     | 1.000        | 6,5 %               | 9 %                | 20        |

A banda de les 15 cotes hi ha 4 trams de llambordes que els ciclistes han de superar.
| Número | Nom              | Km    | Llargada (m) | Km a meta |
| ------ | ---------------- | ----- | ------------ | --------- |
| 1      | Holleweg         | 28,7  | 1.500        | 177,4     |
| 2      | Paddestraat      | 40,5  | 2.300        | 165,6     |
| 3      | Mariaborrestraat | 150,2 | 2.000        | 55,9      |
| 4      | Varentstraat     | 182,6 | 1.500        | 23,5      |

## Equips
L'E3 Harelbeke forma part del calendari UCI World Tour. Els 18 equips World Tour hi prenen part i també set equips continentals professionals.
| WorldTeams (18)- BMC Racing Team - Bora-Hansgrohe - AG2R La Mondiale - Quick-Step Floors - Lotto Soudal - Astana - Bahrain-Merida - Groupama-FDJ - Mitchelton-Scott - Movistar Team - Dimension Data - EF Education First-Drapac p/b Cannondale - Katusha-Alpecin - Lotto NL-Jumbo - Sky - Team Sunweb - Trek-Segafredo - UAE Team Emirates Equips continentals professionals (7)- Sport Vlaanderen-Baloise - Wanty-Groupe Gobert - Vérandas Willems-Crelan - WB-Aqua Protect-Veranclassic - Direct Énergie - Roompot-Nederlandse Loterij - Vital Concept |
| |

## Classificació final
| \| Classificació general \| Classificació general \| Classificació general \| Classificació general \| Classificació general \| \| Corredor \| Corredor \| Equip \| Temps \| \| \| --------------------- \| ------------------------ \| ------------------------- \| --------------------- \| --------------------- \| \| 1r \| Niki Terpstra \| Quick-Step Floors \| 5h 03' 34" \| \| \| 2n \| Philippe Gilbert \| Quick-Step Floors \| + 20" \| \| \| 3r \| Greg Van Avermaet \| BMC Racing Team \| + 20" \| \| \| 4t \| Oliver Naesen \| AG2R La Mondiale \| + 20" \| \| \| 5è \| Tiesj Benoot \| Lotto-Soudal \| + 20" \| \| \| 6è \| Jasper Stuyven \| Trek-Segafredo \| + 20" \| \| \| 7è \| Sep Vanmarcke \| EF Education First-Drapac \| + 20" \| \| \| 8è \| Gianni Moscon \| Team Sky \| + 20" \| \| \| 9è \| Zdeněk Štybar \| Quick-Step Floors \| + 20" \| \| \| 10è \| Stefan Küng \| BMC Racing Team \| + 20" \| \| \| 11è \| Matteo Trentin \| Mitchelton-Scott \| + 20" \| \| \| 12è \| Jürgen Roelandts \| BMC Racing Team \| + 27" \| \| \| 13è \| Michael Matthews \| Team Sunweb \| + 2' 52" \| \| \| 14è \| Michael Valgren Andersen \| Astana \| + 2' 52" \| \| \| 15è \| Frederik Backaert \| Wanty-Groupe Gobert \| + 2' 52" \| \| \| 16è \| Florian Sénéchal \| Quick-Step Floors \| + 2' 57" \| \| \| 17è \| Yves Lampaert \| Quick-Step Floors \| + 3' 00" \| \| \| 18è \| Luka Mezgec \| Mitchelton-Scott \| + 3' 19" \| \| \| 19è \| Heinrich Haussler \| Bahrain-Merida \| + 3' 19" \| \| \| 20è \| Jean-Pierre Drucker \| BMC Racing Team \| + 3' 19" \| \| |                          |                           |            |
| |                          |                           |            |
| Font: ProCyclingStats |                          |                           |            |
| Classificació general |                          |                           |            |
| Corredor | Corredor                 | Equip                     | Temps      |
| 1r | Niki Terpstra            | Quick-Step Floors         | 5h 03' 34" |
| 2n | Philippe Gilbert         | Quick-Step Floors         | + 20"      |
| 3r | Greg Van Avermaet        | BMC Racing Team           | + 20"      |
| 4t | Oliver Naesen            | AG2R La Mondiale          | + 20"      |
| 5è | Tiesj Benoot             | Lotto-Soudal              | + 20"      |
| 6è | Jasper Stuyven           | Trek-Segafredo            | + 20"      |
| 7è | Sep Vanmarcke            | EF Education First-Drapac | + 20"      |
| 8è | Gianni Moscon            | Team Sky                  | + 20"      |
| 9è | Zdeněk Štybar            | Quick-Step Floors         | + 20"      |
| 10è | Stefan Küng              | BMC Racing Team           | + 20"      |
| 11è | Matteo Trentin           | Mitchelton-Scott          | + 20"      |
| 12è | Jürgen Roelandts         | BMC Racing Team           | + 27"      |
| 13è | Michael Matthews         | Team Sunweb               | + 2' 52"   |
| 14è | Michael Valgren Andersen | Astana                    | + 2' 52"   |
| 15è | Frederik Backaert        | Wanty-Groupe Gobert       | + 2' 52"   |
| 16è | Florian Sénéchal         | Quick-Step Floors         | + 2' 57"   |
| 17è | Yves Lampaert            | Quick-Step Floors         | + 3' 00"   |
| 18è | Luka Mezgec              | Mitchelton-Scott          | + 3' 19"   |
| 19è | Heinrich Haussler        | Bahrain-Merida            | + 3' 19"   |
| 20è | Jean-Pierre Drucker      | BMC Racing Team           | + 3' 19"   |